# Frank-Peter Bischof
Frank-Peter Bischof (n. 20 august 1954, Forst (Lausitz), Brandenburg, Germania) este un canoist ce a reprezentat Germania, medaliat olimpic. A participat la două ediții ale Jocurilor Olimpice (1976, 1980) în care a câștigat o medalie de bronz.